# Kiota
Kiota est une localité et une commune rurale du Niger, du département de Boboye, région de Dosso.

## Géographie
La localité de Kiota est située à 23 km au nord du chef-lieu départemental Birni N'Gaouré.
|              | Koygolo |                |
| Harikanassou | Kiota   | Garankédey     |
|              | N'Gonga | Birni N'Gaouré |

## Histoire
La commune rurale de Kiota instaurée en 2002, est issue de la partie nord du canton de Harikanassou-Kiota.

## Population
Lors du recensement général de 2012, la population communale est relevée à 25 282 habitants. La localité compte 8 784 habitants en 2012.

## Localités
La commune s'étend sur  31 villages, 23 hameaux et 3 camps au nord-est du département de Boboye.

## Services et infrastructures
- Centre de Santé Intégré (CSI) à Kiota[5].
- Collège d'enseignement général (CEG) à Kiota.
- Centre de formation des métiers (CFM) à Kiota.